# Vitgumpad visseltyrann
Vitgumpad visseltyrann (Sirystes albocinereus) är en fågel i familjen tyranner inom ordningen tättingar.

## Utseende och läte
Vitgumpad visseltyrann är en distinkt medelstor tyrann i svart, grått och vitt. Den är vit under och grå ovan, med svart på huvud, vingar och stjärt. På huvudet syns även en liten buskig tofs. Lätena är dämpade, med bland annat melodiska "pew, pip". 

## Utbredning och systematik
Fågeln förekommer i västra Venezuela och östra Colombia söderut till sydvästra Brasilien och nordvästra Bolivia. Den behandlas som monotypisk, det vill säga att den inte delas in i några underarter. Tidigare behandlades den som en underart till Sirystes sibilator. 

## Levnadssätt
Vitgumpad visseltyrann hittas i högväxt regnskog och skogsbryn, framför allt nära vatten. Den ses i skogens mellersta och övre skikt.

## Status och hot
Arten har ett stort utbredningsområde, men tros minska i antal, dock inte tillräckligt kraftigt för att den ska betraktas som hotad. Internationella naturvårdsunionen IUCN listar arten som livskraftig (LC).